# Biological Dynamics of Forest Fragments Project
Koordinaten: 2° 24′ 36″ S, 59° 53′ 24″ W

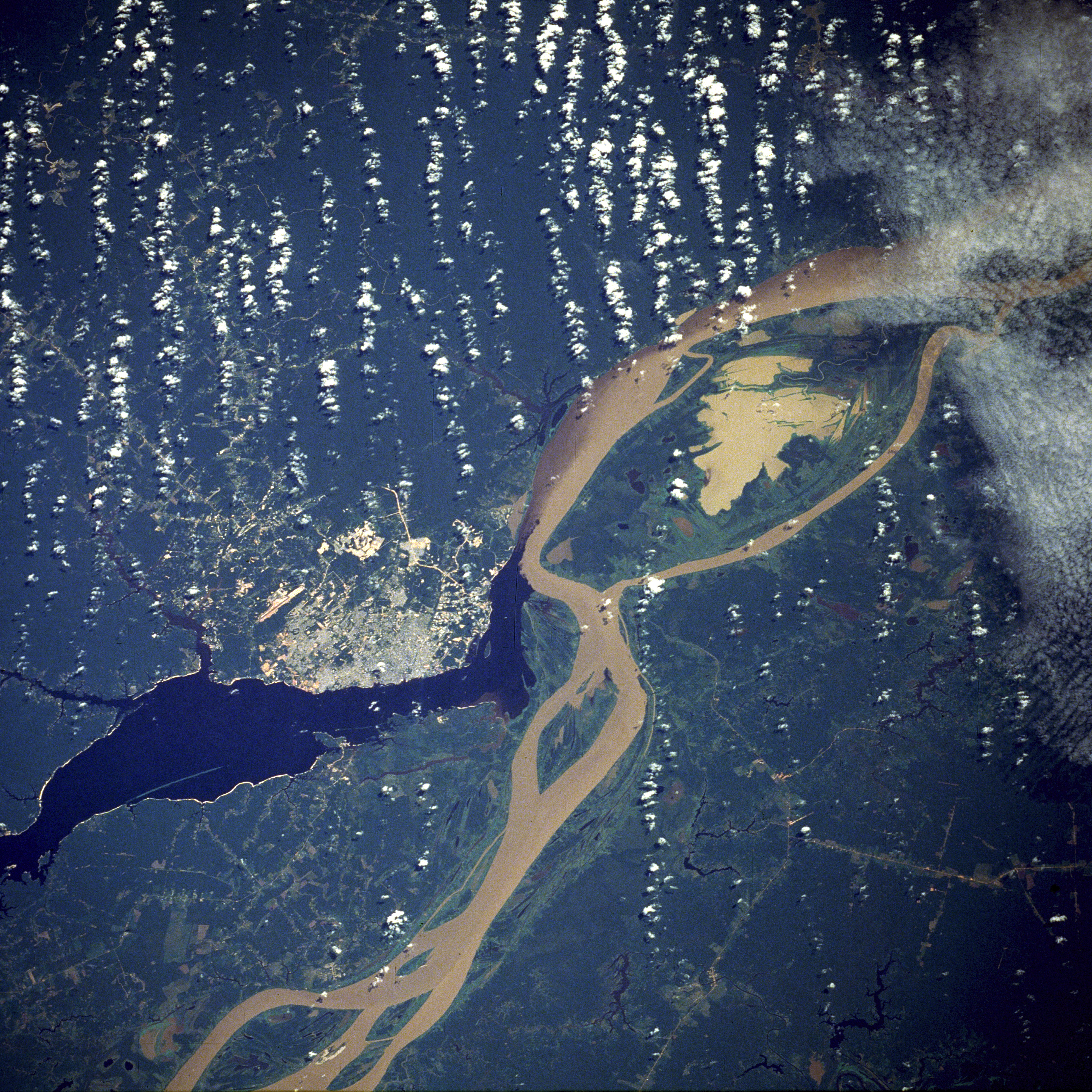
Satellitenbild von Manaus, Brasilien

Das Biological Dynamics of Forest Fragments Project (BDFFP, oder port. Projeto Dinâmica Biológica de Fragmentos Florestais (PDBFF)) ist ein großangelegtes ökologisches Experiment, das die Auswirkungen der Habitattrennung auf den
```
tropischen Regenwald
 untersucht. Das 1979 eingerichtete Experiment befindet sich in der Nähe von 
Manaus
 im 
Amazonas-Regenwald
 in Brasilien. Das Projekt wird gemeinsam vom 
Amazon Biodiversity Center
[
1
]
 und dem National Institute of Amazonian Research (INPA, 
port.
 
Instituto Nacional de Pesquisas da Amazônia
) geleitet.
```

Das Projekt wurde 1979 von Thomas Lovejoy initiiert um die sogenannte SLOSS-Debatte zu untersuchen, die Frage, ob eher ein single large oder several small (SLOSS) Reservate geeignet sind, Biodiversität in von Habitattrennung betroffenen Umwelten zu sichern. Am Anfang als Minimum Critical Size of Ecosystems Project" bezeichnet,  schuf das Projekt Regenwald-Fragment unterschiedlicher Größe, 1 ha, 10 ha und 100ha. Vor der Abgrenzung der Fragmente wurden Daten zur Anfangssituation erhoben. Die Studien über die Auswirkungen der Fragmentierung dauern inzwischen mehrere Jahrzehnte.
Im April 2020 waren etwa 785 wissenschaftliche Beiträge in Fachzeitschriften und mehr als 150 Abschluss- oder Doktorarbeiten auf dem Projekt entstanden.

## Geschichte
Das Biological Dynamics of Forest Fragments Project (BDFFP) entstand aus der SLOSS-Debatte (einzelne große oder mehrere kleine Reserven gleicher Fläche) Mitte der 1970er Jahre über die Anwendung der Theorie der Inselbiogeographie auf die Naturschutzplanung.  In der Debatte wurde festgestellt, dass der Artenreichtum und die Wachstumsrate mit zunehmender Fläche eines Reservats zunehmen.  Es wurde auch festgestellt, dass die Form eines Reservats sehr wichtig für die Artenvielfalt ist.  Reservate mit einem großen Verhältnis von Oberfläche zu Volumen sind tendenziell stärker von Randeffekten betroffen als Reservate mit einem kleinen Verhältnis von Oberfläche zu Volumen.  Der Abstand zwischen den Reservaten und dem die Reservate umgebenden Lebensraum (die Matrix) kann sich ebenfalls auf den Artenreichtum und die Artenvielfalt auswirken.
Trotz der scheinbaren Logik dieser Überlegungen stellten Ökologen die Ergebnisse der SLOSS-Debatte in Frage, da es keine empirischen Beweise gab. Viele Ökologen begannen, Studien und Experimente an fragmentierten Ökosystemen durchzuführen, um diese Lücke zu füllen, darunter Thomas Lovejoy, der ein groß angelegtes Experiment entwarf, das die Auswirkungen unterschiedlich großer Fragmentierung auf Tiere, Pflanzen und ökologische Prozesse untersuchen sollte.  Lovejoys Ziel während des gesamten Experiments war es, Erkenntnisse über die Auswirkungen der Habitatfragmentierung auf Arten in tropischen Regenwäldern zu gewinnen. Er nannte es das "Minimum Critical Size of Ecosystems Project" (der Name wurde später in BDFFP geändert)
1979 befürwortete das National Institute of Amazonian Research (INPA) das Experiment von Lovejoy. Später schloss sich Lovejoy mit Robert Bierregaard zusammen, der ihn bei dem Projekt unterstützte, indem er die Verantwortung für die Durchführung der gesamten Feldarbeit übernahm.  Die beiden Ökologen platzierten das Projekt in den Regenwäldern am Rande von Manaus, Brasilien. Das BDFFP ist ein Kooperationsprojekt zwischen dem INPA und dem Smithsonian Institute. Das BDFFP entwickelte sich zu einer der wichtigsten Studien über die Fragmentierung von Tropenwäldern, da es die über einen längeren Zeitraum durchgeführte Studie mit Daten aus der Zeit ist, bevor Fragmente erstellt wurden. Die ursprünglichen Daten stammen aus dem zusammenhängenden Wald.

## Projektdesign und Arbeitshypothese
Die Untersuchung der Habitatfragmentierung hat schon sehr frühzeitig begonnen, wobei die Ideen von Aldo Leopold über Randeffekte und die Studien und Modelle von Alfred Russel Wallace und E. O. Wilson über die Inselbiogeographie eine Grundlage für dieses Gebiet bildeten. Diese Konzepte bieten potenzielle anwendbare und hypothetisch-deduktive Ansätze für die Untersuchung der Waldfragmentierung und haben Debatten über die Gestaltung von Lebensraumreservaten angeregt.
Allgemein gesprochen besteht die Theorie der Inselbiogeographie aus mehreren miteinander verbundenen Ansätzen zur Beschreibung der Flora- und Faunagemeinschaften auf Meeresinseln. Sie modelliert grundlegende Prozesse wie die Ausbreitung, Diversität und Populationsdynamik auf Inseln in Bezug auf ihre Fläche und Entfernung von anderen Inseln oder dem Festland. Theoretisch nehmen Waldfragmente die Eigenschaften von Habitat-Inseln im Verhältnis zu ihrem Grad und der Dauer ihrer Isolation an. Die Theorie der Inselbiogeographie und die aus der Biogeographie tatsächlich existierender Inseln gewonnenen Erkenntnisse bieten eine Grundlage für die Entwicklung einer Strategie zum Management und für die Behandlung spezifischer Entscheidungsvariablen, wie Größe, Verteilung, Platzierung und Schutzmaßnahmen von Reservatsflächen. Ein nicht zu vernachlässigender Unterschied zwischen ozeanischen Inseln und Landinseln oder Fragmenten ist jedoch die Existenz von Land, das die Fragmente umgibt oder zwischen den Fragmenten liegt, was als Matrix bezeichnet wird. Die Auswirkungen der Nutzung und Bewirtschaftung dieses Raumes müssen untersucht und einbezogen werden. Beobachtungen von Randeffekten auf Lebensräume sind ebenfalls wichtig, wenn nicht sogar integral für die Untersuchung von Fragmentierungseffekten. Es wurden eine Reihe von Veränderungen in den Habitat- und trophischen Wechselwirkungen beobachtet, die sich mit abnehmendem Abstand vom Habitatrand verstärken, wie z. B. Nestraub, abnehmende Feuchtigkeit und Bodenfeuchtigkeit, Sonnenlicht, abnehmender Artenreichtum und Veränderungen in der Artenzusammensetzung.
Diese Grundüberlegungen haben sowohl die SLOSS-Debatte zur Frage der idealen Größe vom Reservaten wie auch das BDFFP beeinflusst. Die SLOSS-Debatte ist eine anhaltende interdisziplinäre Diskussion, in der die wissenschaftliche Gemeinschaft versucht, die Vor- und Nachteile verschiedener Reservatsgrößen und -verteilungen für eine erfolgreiche Erhaltung des Ökosystems zu verstehen und abzuwägen: ein einziges großes Reservat oder mehrere kleine? Zunehmender und weit verbreiteter Lebensraumverlust und Fragmentierung haben zusammen mit der SLOSS-Debatte zu den Fragen geführt, die das BDFFP ursprünglich zu beantworten suchte. Insgesamt war es das Ziel von Lovejoy bei der Etablierung des Projekts, die für einen erfolgreichen Habitat- und Artenschutz notwendige Größe und Platzierung eines Reservates zu bestimmen, daher der ursprüngliche Name des Projektes. Laut der Publikation "Lessons from Amazonia" arbeitete Lovejoy die Inselbiogeographie-Theorie aus und stellte drei Schlüsselfragen:

“1. What effect does fragment size have on the rate of species extinction?

 2. Would the local extinction rate eventually slow and halt, equalizing the number of species?

 3. How do species interactions and demography change as a result of reduced habitat?”

Seither haben sich die auf dem BDFFP durchgeführten Studien hinsichtlich ihrer Hauptziele und Hypothesen stark weiter entwickelt. Neben der Größe, Platzierung und Verteilung des Reservats ist es zum Beispiel auch wichtig, die Verbindungen zwischen der Habitatfragmentierung und der Persistenz des Ökosystems zu verstehen und richtig zu managen. Studien zu Randeffekten, Aussterberaten, biotischen und abiotischen Interaktionen, Mortalitätsfaktoren, Bodenqualität und mehr, die am Projektstandort durchgeführt wurden, befassen sich mit den Auswirkungen der Fragmentierung auf die biologische Vielfalt und andere ökologische Veränderungen. Andere Dimensionen, die Ökosysteme beeinflussen, wurden ebenfalls untersucht, wie zum Beispiel wirtschaftliche und menschliche Faktoren. Viele Studien im BDFFP versuchen auch Wege zu finden, die Grundlagenforschung auf die Wiederherstellung, Konservierung oder die Bewirtschaftungspraktiken von tropischem Regenwald anzuwenden. Die ursprüngliche Kernfrage nach der Mindestgröße von Ökosystemreservaten hat damit eine große Vielfalt an Forschungsarbeiten initiiert, die immer noch zunimmt.

## Projektgebiet
Das BDFFP erstreckt sich über etwa 1.000 km² im brasilianischen Amazonasgebiet und liegt 70 km nördlich von Manaus. Dieses besondere Gebiet Südamerikas ist bekannt für seine tropischen Wälder und das tropische Klima sowie für seine große Vielfalt an Wildtieren.
Das BDFFP Area of Relevant Ecological Interest (Área de Relevante Interesse Ecológico Projeto Dinâmica Biológica de Fragmentos Florestais, ARIE-PDBFF) ist ein durch den brasilianischen Staat ausgezeichnetes, 3288 ha großes Naturschutzgebiet (spezielle Klasse, Área de Relevante Interesse Ecológico, ARIE) und gehört zu den Gemeinden Manaus (3,61 %) und Rio Preto da Eva (96,39 %).
Im Durchschnitt fallen in diesem Teil des Amazonasbecken zwischen 1.900 und 2.500 Millimeter Niederschlag pro Jahr, während die mittlere Jahrestemperatur 26 °C beträgt, mit einer ausgeprägten Trockenzeit von Juni bis Oktober. Ein charakteristisches Merkmal der Wälder des Projektgebiets ist das Kronendach, das 30 bis 37 Meter hoch werden kann, wobei einige Vorkommen bis zu 55 Meter hoch werden können. Diese Wälder, die hauptsächlich im Unterholz von Palmen dominiert werden, beherbergen über 1200 Baumarten in mindestens 64 Familien.
Das Gebiet befinden sich im nicht überfluteten tropischen Tieflandregenwald, wo die Böden nährstoffarm sind und die Topographie zwischen 50 und 150 m Höhe liegt. Obwohl das Gebiet relativ flach ist, umfasst es drei große Viehzuchtbereiche und enthält 11 Waldfragmente von 1–100 Hektar, die von zusammenhängendem Wald umgeben sind, der als experimentelle Kontrolle dient.
In den frühen 1980er Jahren wurden mit Rodungen und Rodungsbränden Waldfragmente mit Abständen von 80–650 Metern zum umgebenden Ausgangswald abgetrennt, ein Verfahren, das aufgrund des erfolgreichen Nachwachsens von Sekundärwäldern während des Experiments mehrmals fortgesetzt wurde. Die endgültige Isolation erfolgte 1990 mit dem erfolgreichen Abholzen und Abbrennen eines 200 Meter breiten Streifens um das Reservat herum.
Ein wichtiges Merkmal der Vielfalt des Amazonasbeckens ist, dass viele Arten an wenigen Stellen oder unregelmäßig verteilt im gesamten Amazonaswald verbreitet sind. Dies führt zu dem Phänomen, das als Stichprobenverzerrung bekannt ist, und heißt, dass das Fehlen von Arten in den experimentellen Fragmenten möglicherweise auch darauf zurückzuführen ist, dass sie nicht nach der Schaffung der Fragmente verschwunden sind, sondern schon vorher nicht vorhanden waren. Dieser Effekt ist für das Verständnis der Auswirkungen der Waldfragmentierung von wesentlicher Bedeutung, da kleine Fragmente aufgrund der Konkurrenz um Ressourcen und des Habitatverlusts keine großen Populationen erhalten können. Daher ist es im Experiment unwahrscheinlich, dass Arten, die zu Beginn des Experiments nicht vorhanden waren, in diesen kleineren Fragmenten auftreten. Einige Organismen bleiben jedoch stabil und bevorzugen sogar gestörte Gebiete. Blattfrüchte, wandernde Spinnen und Frösche gehören zu den Arten, die stabil bleiben, während zu den Arten, die Lücken bevorzugen, Kolibris, Schmetterlinge und Lianen gehören. Da die Matrix, die isolierte Fragmente umgibt, für einige Arten nicht völlig unüberwindlich ist, ist es wichtig zu verstehen, wie einheimische Wildtiere diese vom Menschen veränderten Lebensräume als Korridore für die Ausbreitung oder Fortpflanzung nutzen können.

## Ergebnisse
Auf dem Gebiet des BDFFP wurde eine Vielzahl von Studien durchgeführt, die viele Aspekte der Auswirkungen der Fragmentierung auf Organismen und Lebensraumbedingungen untersuchten. Es wurden Themen aus einer Reihe von Biota untersucht, darunter Bäume und andere Flora, Mikroorganismen sowie eine Vielzahl von Wirbeltieren und Wirbellosen. Bodenchemie und -entwicklung sowie menschliche und Umweltfaktoren auf die Fragmente wurden ebenfalls erforscht.

### Randeffekte
Der Randeffekt ist ein allgemeiner Begriff für die Auswirkungen verschiedener Lebensräume an oder nahe der Barriere, wo sie aufeinander treffen, dem "Rand". Sie sind ein wichtiger Faktor in vielen Lebensräumen, besonders wenn es sich um fragmentierte Lebensräume handelt, und werden im Feld ausgiebig untersucht. Eine Zusammenfassung der Ergebnisse zu diesem Thema im BDFFP findet sich im Beitrag von Kapos et al. im Sammelband von Bierregaard und Laurance.
Eine wichtige Veränderung, die durch die Habitatfragmentierung hervorgerufen wird, ist die Zunahme des Anteils der Ränder, die anderen Habitaten ausgesetzt sind. Die Bedeutung dieser Veränderung hängt bis zu einem gewissen Grad vom Kontrast zwischen dem fragmentierten Habitat und der Matrix ab, in der es vorkommt. Randeffekte spielen auch in der regionalen Umwelt eine wichtige Rolle, wobei die Amazonaswälder durch ihre Rolle bei der Evapotranspiration und beim Bodenschutz zur Aufrechterhaltung des hydrologischen Kreislaufs beitragen. Je nachdem, wie weit der Einfluss der austrocknenden Randeffektbedingungen von den Lichtungen (Matrix) in den Wald eindringt und wie die Pflanzen darauf reagieren, ist zu erwarten, dass Waldfragmente mehr evapotranspirieren als entsprechende Flächen zusammenhängenden Waldes. Daher konzentrierte sich diese Forschung auf die Beurteilung der randbezogenen Gradienten von Faktoren, die die Evapotranspiration in Waldfragmenten beeinflussen, und auf die Reaktionen der Pflanzen darauf. Veränderungen der Randeffekte mit der Zeit wurden ebenfalls untersucht.

### Auswirkungen auf die Fauna
Es wurden zahlreiche Studien über die Auswirkungen der Fragmentierung auf Wirbeltiere und Wirbellose, einschließlich Amphibien, Insekten, Säugetiere und Vögel, durchgeführt. Eine Zusammenfassung der Ergebnisse zu diesem Thema im BDFFP am Beispiel von Vögeln findet sich im Beitrag von Bierregaard und Philip C. Stouffer im Sammelband von Bierregaard und Laurance.
Innerhalb einer Auswahl von Fragmenten von 1 und 10 Hektar und einem 100 Hektar großen Fragment wurde ein Wiederfang-Programm durchgeführt, das sich auf Vögel im Untergrund konzentrierte, um Veränderungen in der Artenzusammensetzung und im Aktivitätsniveau aufzudecken. Es wurde eine Analyse breit definierter ökologischer Gilden durchgeführt, darunter Nektarfresser, Insektenfresser und Frugivoren. Sie setzten Veränderungen in der Fragment-Vogelfauna in Beziehung zur Restgröße, der Zeit seit der Isolation und der Art der umgebenden Vegetation. Bei den Insektenfressern nahmen Anzahlen und Artenreichtum der am häufigsten gefangenen Vögel in den Fragmenten nach der Isolierung deutlich ab, weil wandernde Ameisenarten innerhalb von 2 Jahren vollständig aus den 1 und 10 ha großen Isolationsgebieten verschwanden. Wie bei den Insektenfressern zeigten auch die Frugivoren nach der Isolierung einen signifikanten Rückgang bei den Wiederfangquoten. Nektarfresser, wie z. B. Kolibris im Unterwuchs, erwiesen sich als weniger anfällig.

## Entwicklungen
Das BDFFP begann als "Fünf-Personen-Initiative" begann, gewann mit wachsender Finanzierung an Dynamik und entwickelte sich zu einem erfolgreichen mittelgroßen, dauerhaften Forschungsprogramm, das von einem größeren Mitarbeiterstab betrieben wird. Dieses Wachstum ermöglichte im Ergebnis eine kontinuierliche, groß angelegte Bestandsaufnahme der Reaktion der Arten auf die Fragmentierung, die ein Hauptschwerpunkt der Forschung Erhaltung der Diversität ist.
Einer der Hauptvorteile des BDFFP besteht darin, dass es über einen langen Zeitraum sehr konsistent durchgeführt wurde. Experimente über mehrere Jahrzehnte hinweg ermöglichen das Erfassen von Naturereignissen wie El-Niño-Dürren, die wichtige Vermittler von natürlichen Störungen sind, welche die Fragmentierung beeinflussen könnten. Insbesondere auf der Langfristebene sind weitere Ergebnisse aus dem BDFFP zu erwarten. Wie die Daten des BDFFP nahelegen, können Fragmente nach dramatischen ökologischen Veränderungen Jahrhunderte brauchen, um ihre Zusammensetzung zu stabilisieren.